# 佐世保市立世知原中学校
佐世保市立世知原中学校（させぼしりつ せちばるちゅうがっこう, Sasebo City Sechibaru Junior High School）は、長崎県佐世保市世知原町栗迎にある公立中学校。

## 概要
歴史
1947年（昭和22年）の学制改革（六三制の実施）により、「世知原村立世知原中学校」として開校。2017年（平成29年）に創立70年を迎えた。
学区
世知原町 - 佐世保市立世知原小学校区
生徒数・学級数
90名、2学級。（2010年（平成22年）4月1日現在）
校歌
作詞は岸川勝己、作曲は毛利研磨による。 歌い出しは「胸をはり 天を仰げば…」。
施設
- 床面積 - 3,042平方メートル
- 敷地面積 - 3,382平方メートル
- 運動場面積 - 8,143平方メートル

## 沿革
- 1947年（昭和22年）
  - 4月1日 - 学制改革により、「世知原町立世知原中学校」[1]として設立。
  - 4月2日 - 世知原町立世知原小学校[1]校舎に開校。8学級編成。
- 1948年（昭和23年） - 小学校東側に校舎を新築。第2回卒業記念として校歌が作成寄贈される。
- 1949年（昭和24年） - PTA創設。
- 1964年（昭和39年） - ブラスバンド創設。
- 1966年（昭和41年） - 永年保健体育指導研究発表表彰状を受ける。
- 1970年（昭和45年） - 飯野炭鉱閉山に伴い、1学期に生徒が142名減少。
- 1975年（昭和50年）1月22日 - 図書司書室より出火した火災で本館2階校舎を焼失。
- 1977年（昭和52年）4月5日 - 新校舎（現用）への移転を開始。新校舎は翌年11月20日に落成。
- 1994年（平成6年）3月11日　- 生徒の長髪が許可される。
- 1997年（平成9年）10月18日 - 創立50周年記念式典を実施。
- 2005年（平成17年）4月1日 - 世知原町と佐世保市との合併により、「佐世保市立世知原中学校」となる。
- 2006年（平成18年） - 「大学等開放推進事業」実施（理科実験教室）。

## アクセス
最寄りのバス停
- 西肥バス「大正町」バス停から徒歩2分。

最寄りの道路
- 長崎県道54号栗木吉井線

## 周辺
- 佐世保市立世知原小学校
- 佐世保市立世知原幼稚園
- 佐世保市役所世知原行政センター（旧・世知原町役場）
- 世知原運動広場
- 江迎警察署世知原警察官駐在所
- 世知原郵便局
- JAながさき西海せちばる支店
- 世知原炭鉱資料館